# Pa sense llevat
El pa àzim, pa alís, pa de pasta llisa, o pa sense llevat o rent és un tipus de pa pla que s'elabora barrejant farina amb aigua i formant una massa a la qual s'afegeix sal i es dona forma abans de sotmetre-la a una alta temperatura. A l'antiguitat s'utilitzaven pedres o cendres calentes com a font de calor, però més tard es va generalitzar l'ús del forn. Abans de conèixer els mètodes per a fermentar la pasta de farina de blat, el seu consum era molt popular.
A Aràbia i el nord d'Àfrica encara s'elabora pa àzim seguint els mateixos procediments de fa molts segles. Els catòlics en fan hòsties que es consagren a l'eucaristia i representen el cos de Crist. Els jueus elaboren un pa àzim anomenat matsà, el qual es consumeix per a commemorar la fugida dels israelites d'Egipte durant la celebració coneguda com a pésah. A l'Índia i Pakistan es preparen unes hòsties integrals de pa àzim anomenades chapatis.

## Variants

### A Europa
Als Països Catalans s'utilitza sobretot per a separar les barres de torró dur.
A Castella - la Manxa es fan les anomenades coques de pastor que s'usen per al guisat típic anomenat gaspatxo manxec, que és diferent de la sopa anomenada gaspatxo a Andalusia. Són hòsties a base de farina, sal i aigua disposades sobre les mateixes brases i cendra, amb l'avantatge que aquest pa àzim no es trenca pas fàcilment en el sarró dels pastors i els pagesos durant els sotracs de les llargues estades a l'aire lliure.

### A Àsia
Altres varietats de pa àzim elaborades a Àsia són el paratha i els puris, els quals porten algun adornament especial.

### A Amèrica
A Xile, es fa una mena de pa anomenat tortilla, amb farina, aigua, sal i greix, que normalment es cou en cendres calentes (caliu) o en sorra calenta.